# Îles Bass
Les îles Bass sont un groupe de trois îles dans la moitié ouest du lac Erié, dans le comté d'Ottawa (Ohio aux USA). Elles  se situent au nord de Sandusky en Ohio et au sud de l'île Pelée en Ontario au Canada.

## Les trois îles Bass
- Île Bass Nord, était aussi connue sous le nom de Isle St. George
- Île Middle Bass, était aussi connue sous le nom de Ile de Fleurs
- Île Bass Sud est la plus grande des trois.

La frontière entre l'Ohio et l'Ontario est à environ 1.6 km au dessus de l'île Bass Nord.

## Archipel des îles Bass
L'archipel comprend :
- en Ohio : les trois îles Bass, ainsi que les îles de Ballast et Lost Ballast, Buckeye, Catawba, Gibraltar, Green, Kelleys, Mouse, Rattlesnake (privée), Starve et Sugar, et l'île Sister Est
- en Ontario : Hen (y compris ses trois "chicks": Big Chicken, Chick et Little Chicken ), l'île Middle, l'île Middle Sister, North Harbour et l'île Pelée.

## Galerie

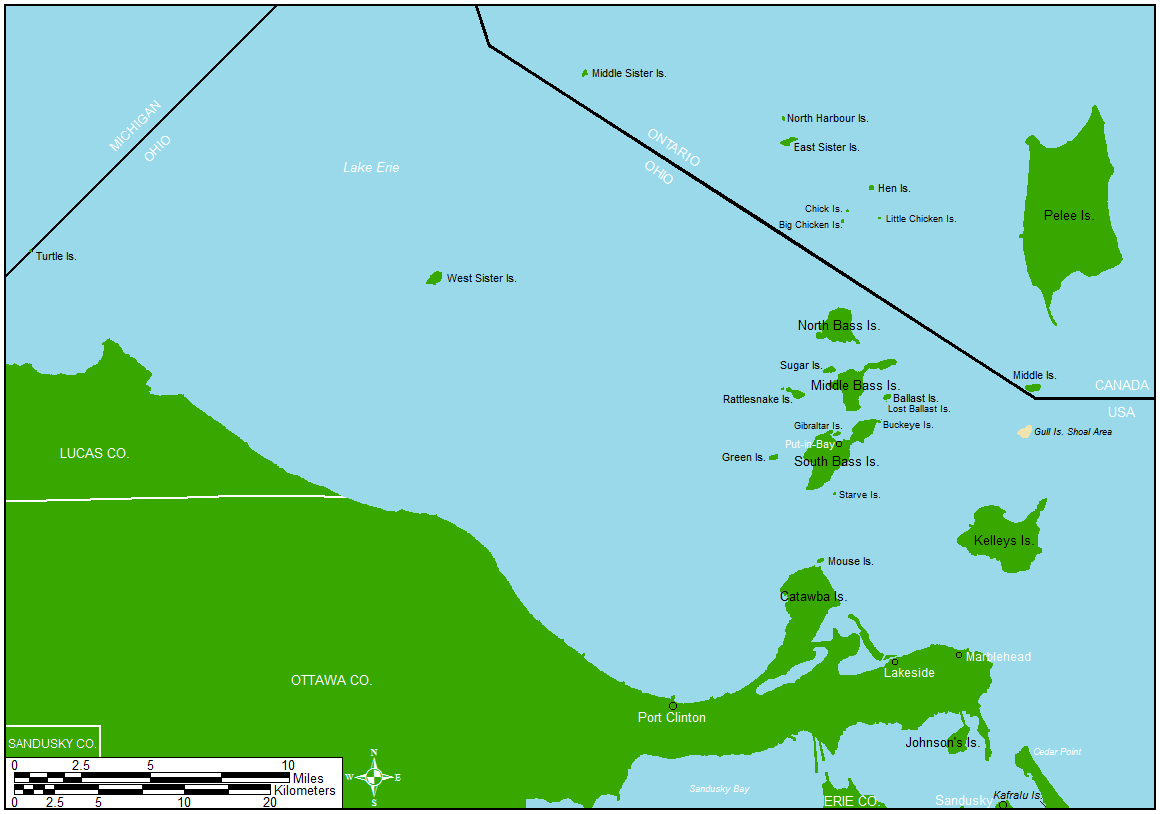
Archipel des îles Bass
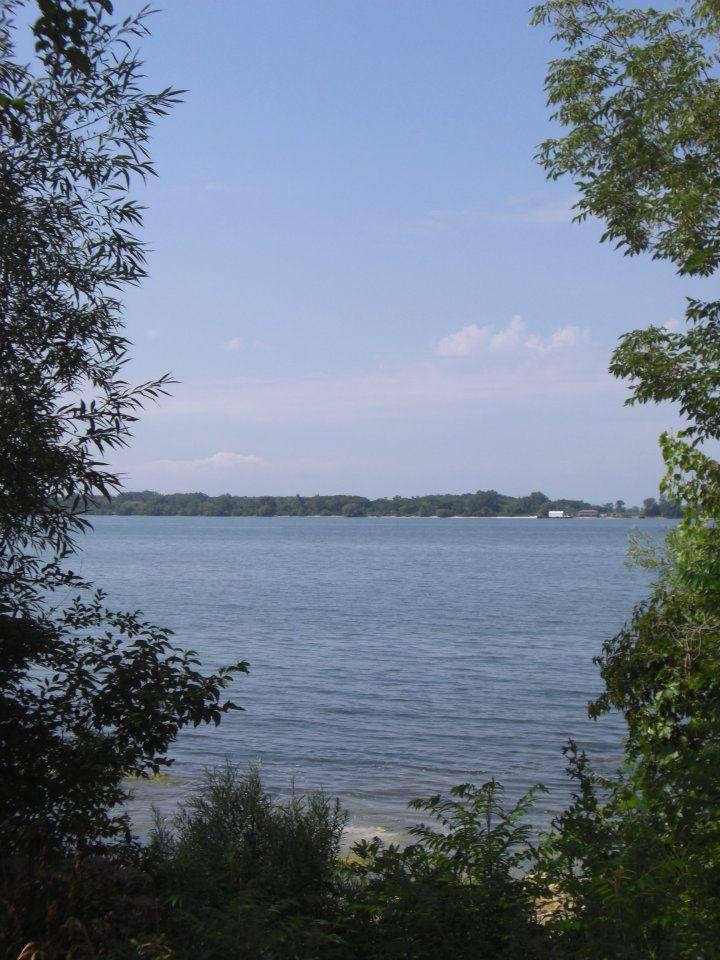
Île Bass Nord
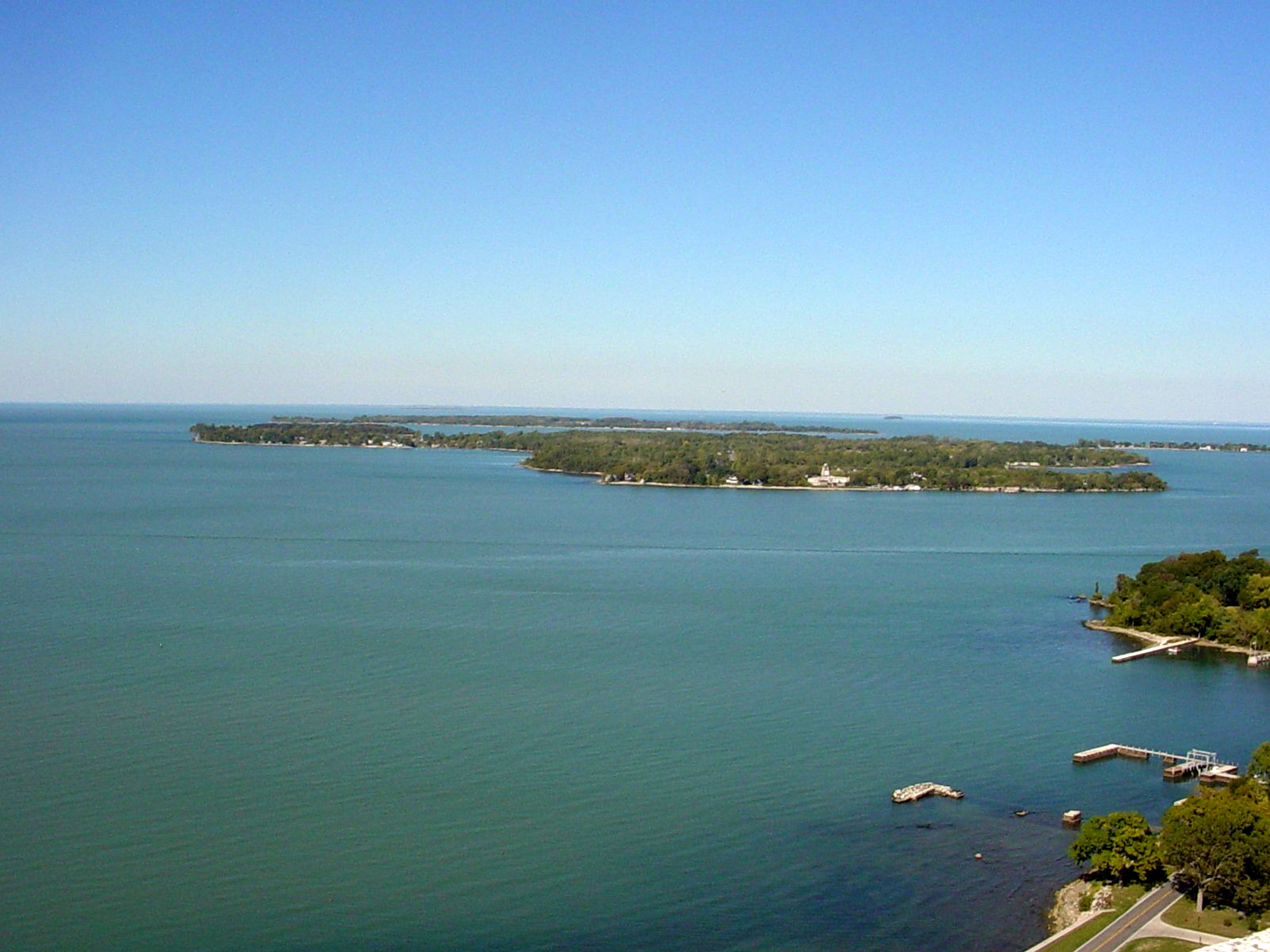
Île Middle Bass
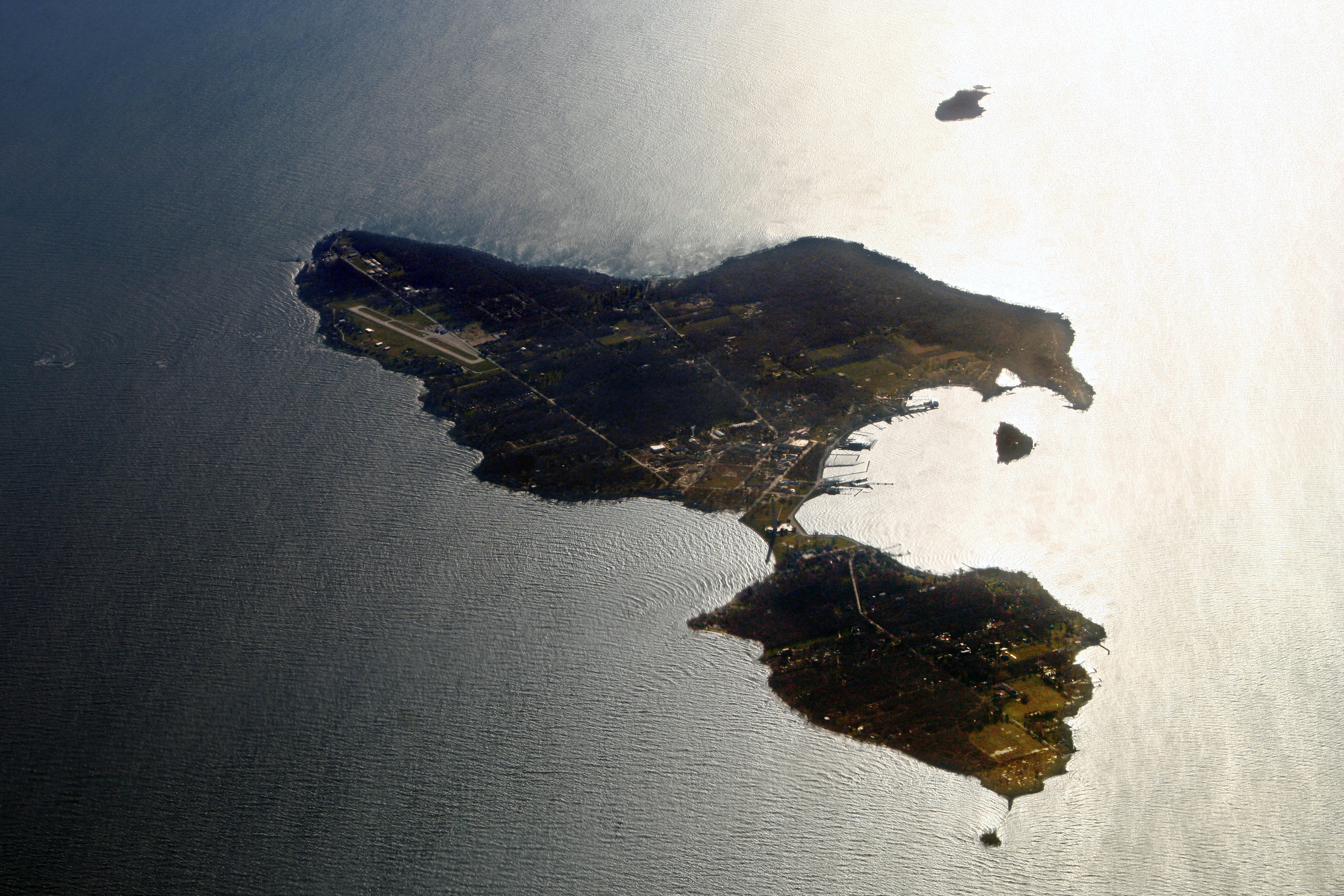
Île Bass Sud